# Styr
De Styr (Oekraïens: Стир; Russisch: Стырь) is een zijrivier van de Pripjat in Oekraïne en Wit-Rusland. De rivier heeft een lengte van 494 km en een stroomgebied van 13.100 km².
De Styr begint aan de noordkant van het Wolynisch-Podolisch Plateau ten zuiden van Brody in de Oekraïense oblast Lviv. Daarna stroomt de rivier door de oblasten Rivne en Wolynië en vervolgens naar de Wit-Russische oblast Brest alwaar de Styr ten oosten van Pinsk uitmondt in de Pripjat. Belangrijke plaatsen aan de Styr zijn Loetsk en Varasj.
In 1915-1916 vormde de Styr de frontlinie tussen de Oostenrijks-Hongaarse en Russische legers.

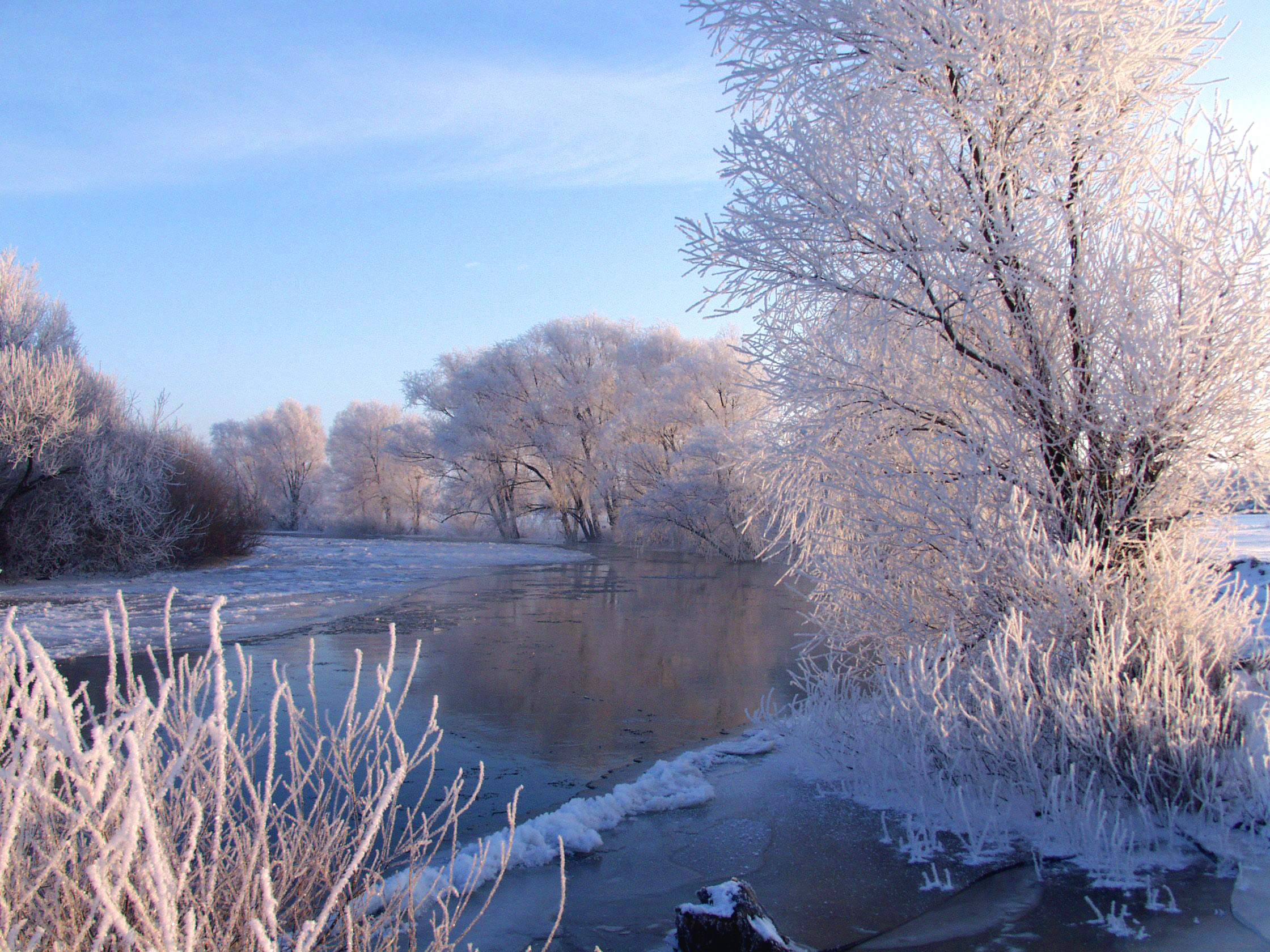
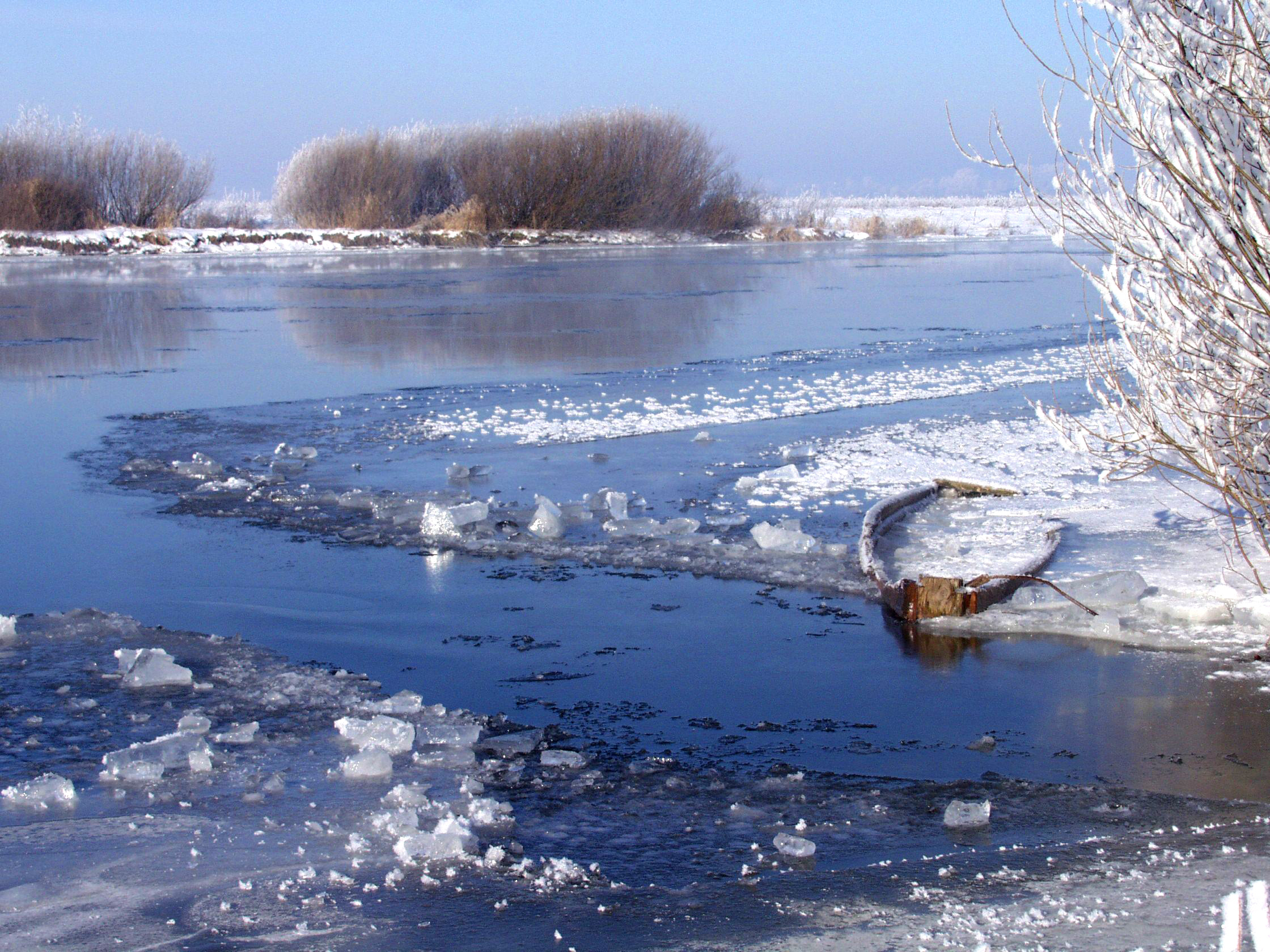
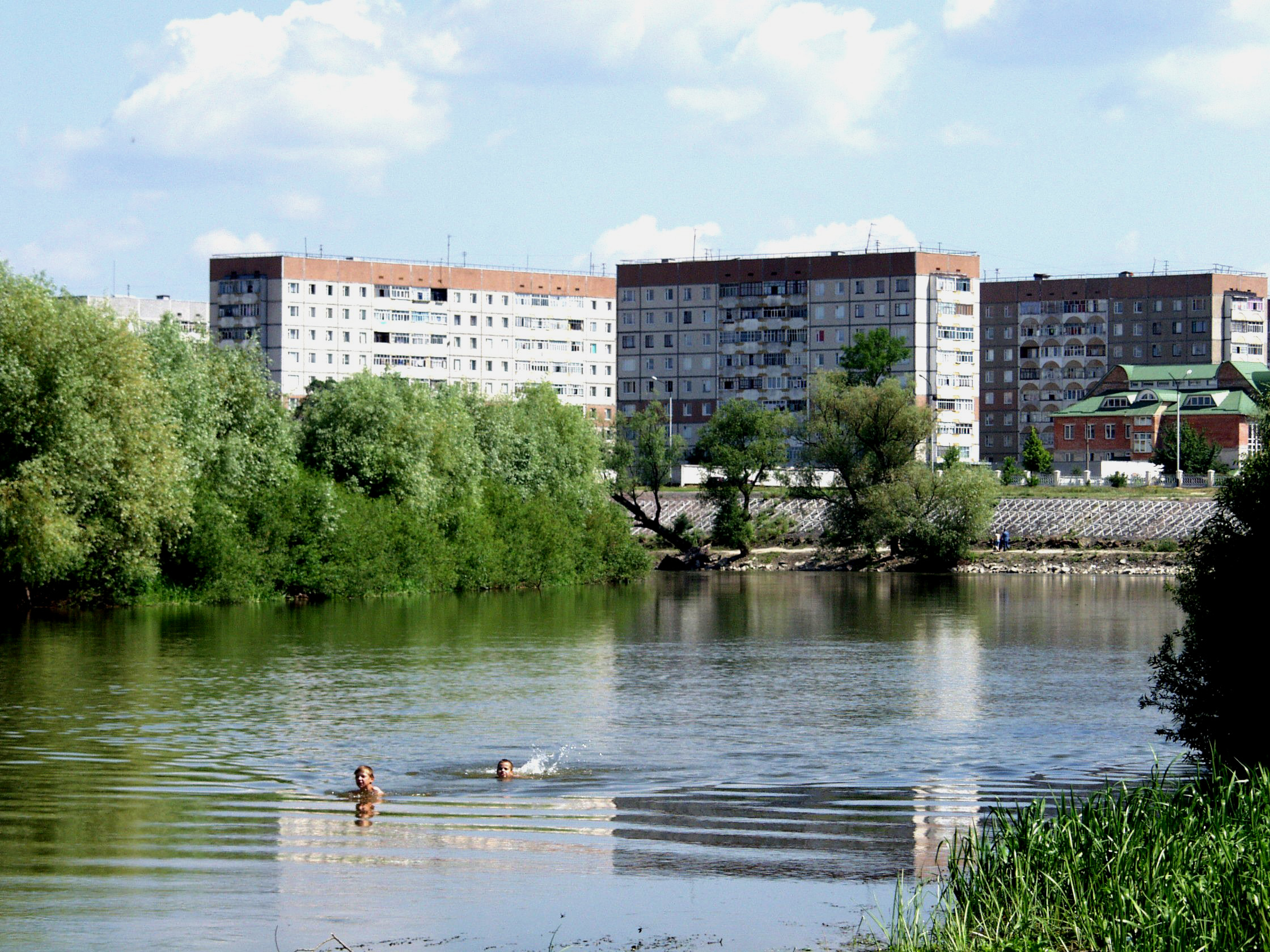
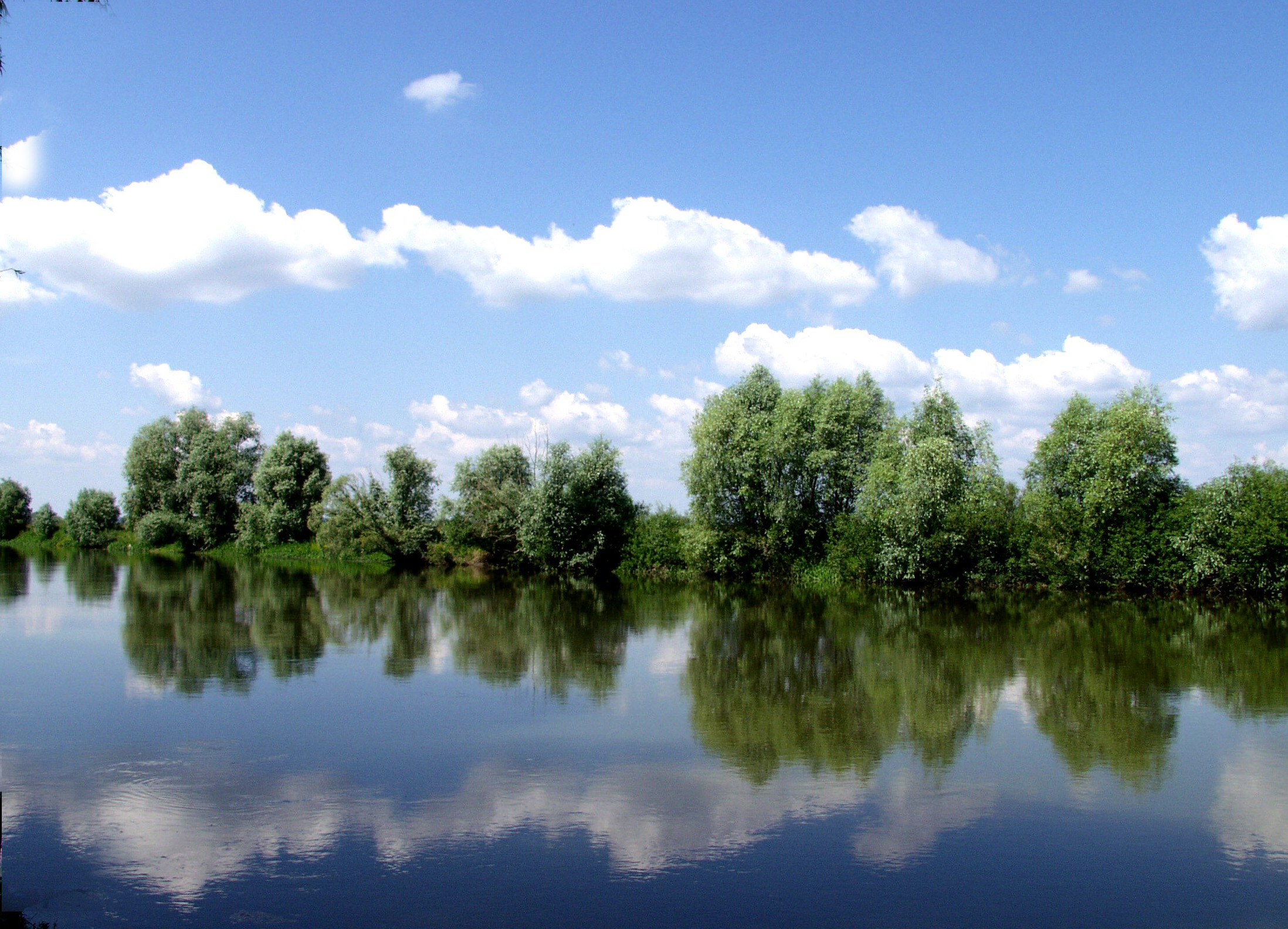

- Library of Congress Control Number: sh97007406
- Nationale Bibliotheek van Israël: 987007546960605171
- Virtual International Authority File: 315145267